# 哈倫鎮區 (堪薩斯州第開特縣)
哈倫鎮區（英語：Harlan Township）為美國堪薩斯州第開特縣轄下的鎮區。2010年美国人口普查中此鎮區人口有21人。

## 地理
哈倫鎮區涵蓋總面積為92.3平方（35.64平方英里），其中陸地面積為92.3平方（35.63平方英里），水域面積為0.026平方（0.01平方英里）或0.03%。海拔高度775（2,543英尺）。

## 人口統計
根據2010年美國人口普查，哈倫鎮區人口有21人，其中男性有12人，女性有9人，人口密度為每平方公里0.23人，住房計20戶。鎮區內的白人有20人，非裔美國人有0人，美洲原住民有1人，亞裔美國人有0人，太平洋島裔美國人有0人，其他種族有0人，混血種族則有0人。此外鎮區內有0人為西班牙裔或拉丁裔美國人。此鎮區之年齡中位數為53.3歲，而男性年齡中位數為51.5歲，女性年齡中位數為55.3歲。